# Gayennoides molles
Espèce
Gayennoides molles est une espèce d'araignées aranéomorphes de la famille des Anyphaenidae.

## Distribution
Cette espèce est endémique du Chili. Elle se rencontre dans les régions d'Antofagasta, d'Atacama, de Coquimbo et de Valparaiso.

## Description
La femelle holotype mesure 10,65 mm et le mâle paratype 7,60 mm.

## Étymologie
Son nom d'espèce lui a été donné en référence au lieu de sa découverte, Los Molles.

## Publication originale
- Ramírez, 2003 : The spider subfamily Amaurobioidinae (Araneae, Anyphaenidae) : a phylogenetic revision at the generic level. Bulletin of the American Museum of Natural History, no 277, p. 1-262 (texte intégral).